# Trust/A confession of Tokio
TRUST/A confession of TOKIO è un singolo di Masami Okui pubblicato l'11 maggio 2005 dalla evolution. Il singolo è arrivato alla trentasettesima posizione nella classifica settimanale Oricon. Il brano Trust è stato utilizzato come sigla d'apertura della serie televisiva anime Kore ga Watashi no Goshujin-sama.

## Tracce
CD singolo EVCS-0002
1. TRUST
2. A confession of TOKIO
3. TRUST (instrumental)
4. A confession of TOKIO (instrumental)

Durata totale: 17:41

## Classifiche
| Classifica (2005)                        | Posizione più alta |
| ---------------------------------------- | ------------------ |
| Giappone (Classifica settimanale Oricon) | 37                 |